# Prvenstvo Jugoslavije u ragbiju 1977.
Prvenstvo Jugoslavije u ragbiju za sezonu 1976./77. je treći put zaredom osvojila momčad Zagreba.

## A grupa
| poz. | klub           | ut. | pob. | rem. | por. | poeni  | bod. |
| ---- | -------------- | --- | ---- | ---- | ---- | ------ | ---- |
| 1.   | Zagreb         | 6   | 6    | 0    | 0    | 251:50 | 18   |
| 2.   | Dinamo Pančevo | 6   | 4    | 0    | 2    | 156:79 | 14   |
| 3.   | Nada Split     | 6   | 2    | 0    | 4    | 113:76 | 10   |
| 4.   | Mladost Zagreb | 6   | 0    | 0    | 6    | 50:367 | 6    |

## B grupa
| poz. | klub          | ut. | pob. | rem. | por. | poeni | bod. |
| ---- | ------------- | --- | ---- | ---- | ---- | ----- | ---- |
| 1.   | Zenica        | 2   | 1    | 0    | 1    | 34:   | 4    |
| 2.   | Student Sisak | 2   | 1    | 0    | 1    | 14:34 | 2    |